# Романенко Всеволод Вадимович
Все́волод Вади́мович Романе́нко (нар. 24 березня 1977, Київ) — український футболіст, воротар.

## Біографія
Вихованець «Динамо» (Київ). У сім з половиною років прийшов на набір у школу, яку закінчив 16 років. Найкращих після неї брали в «Динамо-2» чи «Динамо-3», туди потрапив і Всеволод.  Проте, наприкінці 1990-х років воротарю-вихованцеві динамівської школи було складно потрапити до основної команди через надзвичайно жорстку конкуренцію: Олександр Шовковський, В'ячеслав Кернозенко і Тарас Луценко. 
Тому Романенко покинув «Динамо» і в майбутньому виступав за «Таврію» (Сімферополь), «Закарпаття» (Ужгород), ФК «Прикарпаття», «Оболонь» (Київ), «Волинь» (Луцьк) і «Карпати» (Львів). 
Влітку 2009 року перейшов до «Іллічівця» на правах вільного агента, в якому виступав до кінця 2010 року. На початку 2011 року за обопільною згодою розірвав контракт з «Іллічівцем», ставши вільним агентом . 
В березні 2011 року Всеволод підписав контракт до кінця сезону з першоліговим «Прикарпаттям» (Івано-Франківськ). За підсумками сезону «Прикарпаття» вилетіло з першої ліги, і у серпні 2011 року Романенко підписав однорічний контракт з «Волинню», у якій вже виступав у 2006—2007 роках. Проте, за наступний сезон голкіпер провів всього 6 матчів за основний склад лучан, так і не зумівши скласти конкуренцію Віталію Неділько та Денису Шеліхову і по його завершенні покинув луцьку команду.
В липні 2012 року підписав однорічний контракт з першоліговою «Полтавою», у якій відразу став основним голкіпером.

### Збірна
У 1998—1999 роках провів 3 гри за молодіжну збірну України.